# Ghat (ort)

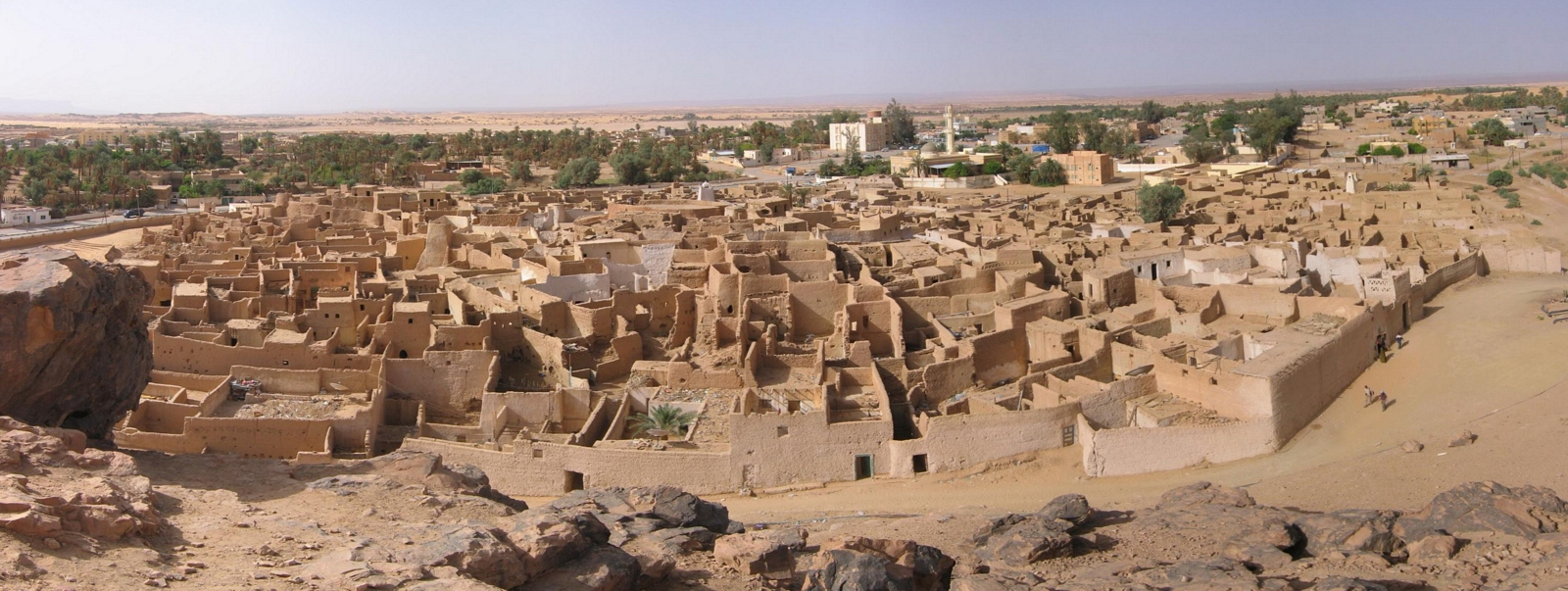
Ghat

Ghat (arabiska: غات), stavas också Gat, är en stad som är administrativ huvudort i distriktet Ghat i sydvästra Libyen, nära gränsen till Algeriet.